# Emil Meinardus
Emil Meinardus (Wilhelmshaven, 21 december 1859 – Chilton, 10 november 1942) was een Duits-Amerikaans componist, muziekpedagoog, dirigent en muziekwinkelier.

## Levensloop
Meinardus studeerde muziek aan de militaire muziekschool in Hannover, waar hij ook zijn diploma in 1879 behaalde. Vervolgens werd hij lid van militaire muziekkapellen in Duitsland en bleef in deze functie tot 1884. In 1884 emigreerde hij naar de Verenigde Staten. Achtereenvolgens woonde hij in Racine (1884-1887), Milwaukee (1887-1889), Elkhart  en Kiel, waar hij als muziekleraar en dirigent werkte, en vertrok in 1891 naar Chilton (Wisconsin). Hier richtte hij een muziekwinkel "Chilton Music House and News Subscription Office" op en leidde deze winkel meer dan 20 jaar. Eveneens was hij dirigent van verschillende harmonieorkesten, onder anderen de Arion Band en de Kiel Municipal Band, die diverse werken van hem in première bracht. Verder was hij dirigent van de Kiel Maennerchor.
Hij schreef als componist meer dan 140 werken voor orkest, harmonieorkest en piano, waarvan de bekendste de Germania Columbia - Grand Festival March en de Arion March zijn.